# Gjesvær
Gjesvær est un village du comté de Finnmark, dans le nord de la Norvège.

## Géographie
Gjesvær est un village de pêcheurs situé sur une petite île, à proximité immédiate de la côte ouest de Magerøya.
Gjesvær compte environ 150 habitants. Le village est relié à Magerøya par un pont et, par là, à la route E69 et au continent européen.